# Landtag des Volksstaates Hessen
| Landesflagge           | Landeswappen                            |
| ---------------------- | --------------------------------------- |
| Flagge                 | Landeswappen                            |
| Basisdaten             |                                         |
| Sitz:                  | Darmstadt                               |
| Wahlsystem:            | Verhältniswahl mit geschlossenen Listen |
| Anzahl der Stimmen:    | 1                                       |
| Rechenverfahren:       | D’Hondt-Verfahren                       |
| Anzahl der Wahlkreise: | 1                                       |
| Wahlberechtigte:       | zirka 760.000 (1919) bis 986.000 (1933) |
| Legislaturperiode:     | 3 Jahre                                 |
| Erste Sitzung:         | 20. Februar 1919                        |

Der Landtag des Volksstaates Hessen war das Landesparlament und damit die Legislative des Volksstaates Hessen in der Weimarer Republik. Sein Vorgänger waren die Landstände des Großherzogtums Hessen, sein Nachfolger der Hessische Landtag.

## Rechtsgrundlage und Aufbau
Gemäß Art. 17 ff. der Verfassung des Volksstaates Hessen bestand der Landtag aus 70 Abgeordneten, die nach dem Grundsatz der Verhältniswahl für eine Dauer der Wahlperiode von drei Jahren gewählt. Mindestalter für die Wählbarkeit waren 25 Jahre. Das aktive Wahlrecht hatten Bürger ab 20 Jahre im Besitz der bürgerlichen Ehrenrechte.
Seine Aufgaben waren die Gesetzgebung, die Wahrnehmung des Budgetrechtes, die Wahl des Ministerpräsidenten ("Staatspräsident"), die Bestätigung der Landesregierung sowie gegebenenfalls der Ministeranklage.
Mit dem Gesetz über den Neuaufbau des Reichs vom 30. Januar 1934 wurde das Landesparlament aufgelöst.

## Sitz des Landtags im Ständehaus
49° 52′ 20,5″ N, 8° 39′ 0,7″ O

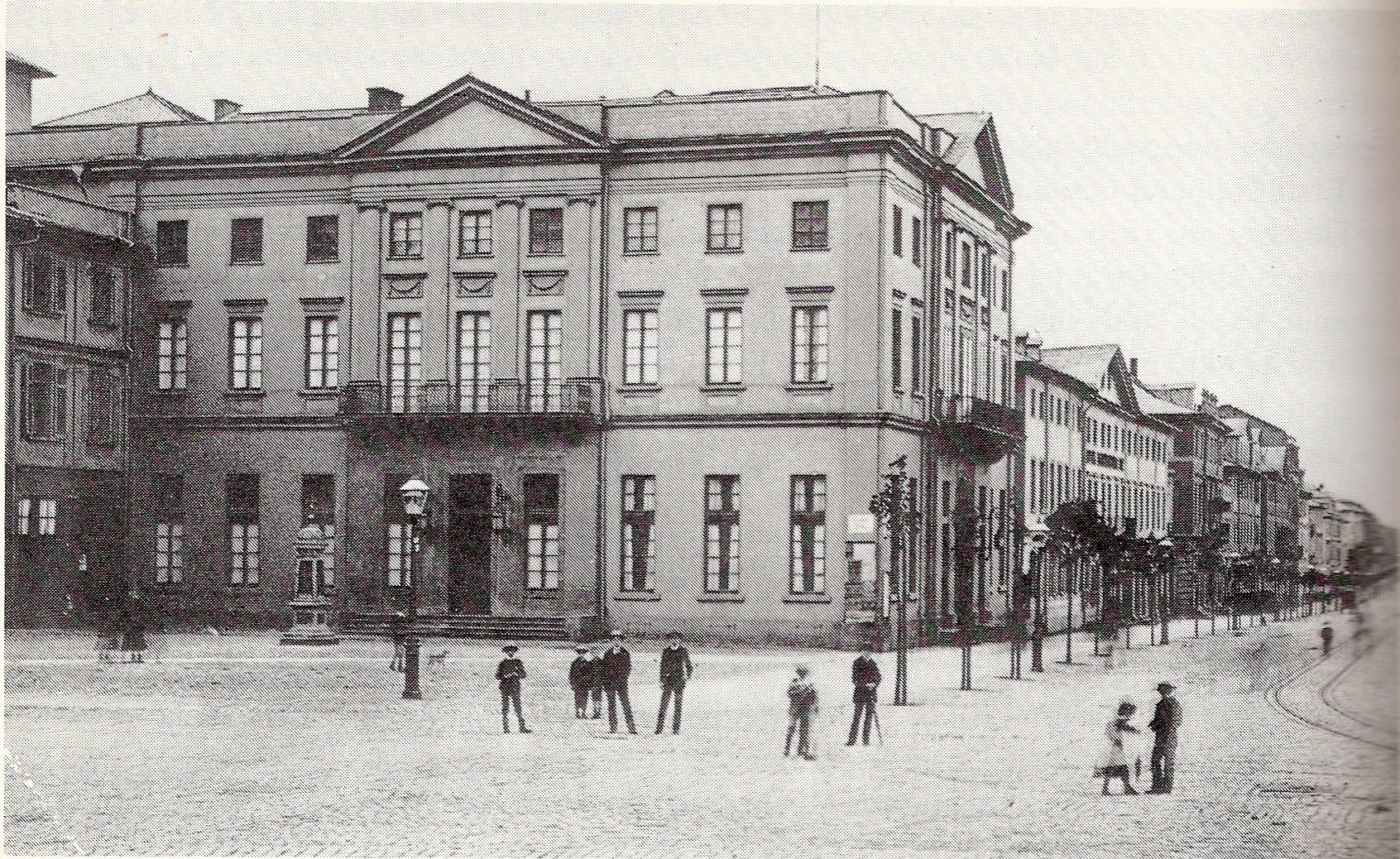
Das Ständehaus am Luisenplatz in Darmstadt, 1888

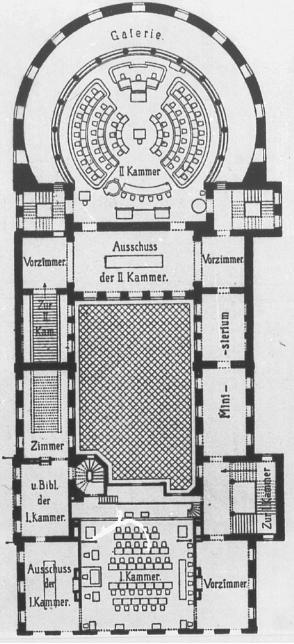
Grundriss des Ständehauses in Darmstadt Ende des 19. Jahrhunderts

Der Sitz des Landtags war das Ständehaus am Luisenplatz in Darmstadt. Am Luisenplatz befand sich neben dem Ständehaus auch das alte Palais (die Residenz des Großherzogs, heute das Luisencenter), der Regierungssitz im Kollegiengebäude (heute Sitz des Regierungsbezirks Darmstadt). Das Ständehaus wurde 1836 bis 1839 erbaut, aber ebenso wie Palais und Kollegiengebäude im Zweiten Weltkrieg zerstört. Heute befindet sich an seiner Stelle die Zentrale der Sparkasse Darmstadt.

## Landtagswahlen

### Übersicht

#### Stimmenanteile der Parteien in Prozent
| Wahltag     | Wbt  | SPD  | DDP1 | Z    | DVP2 | DNVP3 | LB4  | KPD  | NSDAP5 |
| ----------- | ---- | ---- | ---- | ---- | ---- | ----- | ---- | ---- | ------ |
| 26.1.1919   | 81,2 | 44,5 | 18,9 | 17,6 | 10,1 | 7,4   |      |      |        |
| 27.11.1921  | 67,0 | 32,6 | 7,3  | 17,4 | 14,6 | 5,3   | 15,1 | 3,9  |        |
| 7.12.1924   | 75,3 | 35,2 | 8,5  | 16,1 | 11,8 | 7,0   | 13,2 | 5,4  | 1,4    |
| 13.11.19276 | 54,7 | 32,6 | 7,8  | 17,7 | 10,7 | 5,0   | 12,7 | 8,6  |        |
| 15.11.19317 | 83,1 | 21,4 | 1,4  | 14,3 | 2,3  | 1,4   |      | 13,6 | 37,1   |
| 19.6.1932   | 78,4 | 23,1 | DVP  | 14,5 | 3,4  | 1,5   |      | 11,0 | 44,0   |
| 5.3.1933    | 90,6 | 21,7 | DVP  | 13,6 | 1,7  | 2,9   |      | 10,9 | 47,4   |

1 DDP: 1919 bis 1927: DDP, 1931: DStP

2 DVP: 1919 bis 1931: DVP, 1932: NEL (HLV, DVP, DStP, CSVD, WP, VRP), 1933: DVP

3 DNVP: 1919 und 1921: HVP, 1924 bis 1932: DNVP, 1933: KFSWR (DNVP, LB, Sth)

4 LB: 1921 und 1924: HBRL, 1927: HLRL

5 NSDAP: 1924: NSFB, 1931, 1932 und 1933: NSDAP

6 1927: zusätzlich: VRP: 5,0 %, Stimmenmehrheit der VRP gegenüber der DNVP

7 1931: zusätzlich: CSVD: 3,5 %, HLV: 2,6 %; Stimmenmehrheit der DNVP gegenüber der DStP

#### Sitzverteilung
| Jahr   | Gesamt | SPD | DDP1 | Z  | DVP2 | DNVP3 | LB4 | KPD | NSDAP5 |
| ------ | ------ | --- | ---- | -- | ---- | ----- | --- | --- | ------ |
| 19196  | 70     | 31  | 13   | 13 | 7    | 5     |     |     |        |
| 19217  | 70     | 24  | 5    | 13 | 10   | 3     | 11  | 2   |        |
| 1924   | 70     | 26  | 6    | 11 | 8    | 5     | 9   | 4   | 1      |
| 19278  | 70     | 24  | 5    | 13 | 7    | 3     | 9   | 6   |        |
| 19319  | 70     | 15  | 1    | 10 | 1    | 1     |     | 10  | 27     |
| 193210 | 70     | 17  | DVP  | 10 | 2    | 1     |     | 7   | 32     |
| 1933   | 50     | 11  |      | 7  |      | 1     |     | 5   | 26     |

1 DDP: 1919 bis 1927: DDP, 1931: DStP

2 DVP: 1919 bis 1931: DVP, 1932: NEL (HLV, DVP, DStP, CSVD, WP, VRP)

3 DNVP: 1919 und 1921: HVP, 1924 bis 1932: DNVP, 1933: KFSWR (DNVP, LB, Sth)

4 LB: 1921 und 1924: HBRL, 1927: HLRL

5 NSDAP: 1924: NSFB, 1931, 1932 und 1933: NSDAP

6 1919: zusätzlich: USPD: 1 Sitz

7 1921: zusätzlich: USPD: 2 Sitze

8 1927: zusätzlich: VRP: 3 Sitze

9 1931: zusätzlich: HLV: 2 Sitze, CSVD: 1 Sitz, KPO: 1 Sitz, SAPD: 1 Sitz

10 1932: zusätzlich: SAPD-KPO: 1 Sitz

### Volkskammerwahl 1919
| Gegenstand der Nachweisung                                     | Stimmen | Stimmen | Sitze |
| Gegenstand der Nachweisung                                     | Anzahl  | in %    | Sitze |
| -------------------------------------------------------------- | ------- | ------- | ----- |
| Wahlberechtigte                                                | 760.053 | 100,0   |       |
| Wähler                                                         | 616.954 | 81,2    |       |
| Ungültige Stimmen                                              | 1.761   | 0,3     |       |
| Gültige Stimmen                                                | 615.193 | 100,0   | 70    |
| davon                                                          |         |         |       |
| Sozialdemokratische Partei Deutschlands                        | 273.468 | 44,5    | 31    |
| Deutsche Demokratische Partei (Demokratische Partei in Hessen) | 116.252 | 18,9    | 13    |
| Christliche Volkspartei (hessische Zentrumspartei)             | 108.539 | 17,6    | 13    |
| Deutsche Volkspartei                                           | 62.072  | 10,1    | 7     |
| Deutschnationale Volkspartei (Hessische Volkspartei)           | 45.785  | 7,4     | 5     |
| Unabhängige Sozialdemokratische Partei Deutschlands            | 9.077   | 1,5     | 1     |

Liste der Mitglieder des Landtages (Volksstaat Hessen) (1. Wahlperiode)

### Landtagswahl 1921
| Gegenstand der Nachweisung                          | Stimmen | Stimmen | Sitze | ±   |
| Gegenstand der Nachweisung                          | Anzahl  | in %    | Sitze | ±   |
| --------------------------------------------------- | ------- | ------- | ----- | --- |
| Wahlberechtigte                                     | 800.547 | 100,0   |       |     |
| Wähler                                              | 536.220 | 67,0    |       |     |
| Ungültige Stimmen                                   | 2.290   | 0,4     |       |     |
| Gültige Stimmen                                     | 533.930 | 100,0   | 70    | 0   |
| davon                                               |         |         |       |     |
| Sozialdemokratische Partei Deutschlands             | 174.213 | 32,6    | 24    | −7  |
| Zentrum                                             | 92.689  | 17,4    | 13    | 0   |
| Hessischer Bauernbund und rheinhessische Landliste  | 80.426  | 15,1    | 11    | +11 |
| Deutsche Volkspartei                                | 78.185  | 14,6    | 10    | +3  |
| Deutsche Demokratische Partei                       | 39.140  | 7,3     | 5     | −8  |
| Deutschnationale Volkspartei                        | 28.190  | 5,4     | 3     | −2  |
| Kommunistische Partei Deutschlands                  | 20.849  | 3,9     | 2     | +2  |
| Unabhängige Sozialdemokratische Partei Deutschlands | 20.186  | 3,8     | 2     | +1  |
| Revisionspartei                                     | 52      | 0,0     | –     | –   |

Liste der Mitglieder des Landtages (Volksstaat Hessen) (2. Wahlperiode)

### Landtagswahl 1924
| Gegenstand der Nachweisung                         | Stimmen | Stimmen | Sitze | ±  |
| Gegenstand der Nachweisung                         | Anzahl  | in %    | Sitze | ±  |
| -------------------------------------------------- | ------- | ------- | ----- | -- |
| Wahlberechtigte                                    | 846.196 | 100,0   |       |    |
| Wähler                                             | 637.264 | 75,3    |       |    |
| Ungültige Stimmen                                  | 12.132  | 1,9     |       |    |
| Gültige Stimmen                                    | 625.132 | 100,0   | 70    | 0  |
| davon                                              |         |         |       |    |
| Sozialdemokratische Partei Deutschlands            | 220.108 | 35,2    | 26    | +2 |
| Zentrum                                            | 100.384 | 16,1    | 11    | −2 |
| Hessischer Bauernbund und rheinhessische Landliste | 82.742  | 13,2    | 9     | −2 |
| Deutsche Volkspartei                               | 73.930  | 11,8    | 8     | −2 |
| Deutsche Demokratische Partei                      | 53.301  | 8,5     | 6     | +1 |
| Deutschnationale Volkspartei                       | 43.717  | 7,0     | 5     | +2 |
| Kommunistische Partei Deutschlands                 | 33.689  | 5,4     | 4     | +2 |
| Nationalsozialistische Freiheitsbewegung           | 8.478   | 1,4     | 1     | +1 |
| Wirtschaftspartei des deutschen Mittelstandes      | 5.851   | 0,9     | –     | –  |
| Vereinigte schaffende hessische Landwirte          | 2.932   | 0,5     | –     | –  |

Liste der Mitglieder des Landtages (Volksstaat Hessen) (3. Wahlperiode)

### Volksabstimmung über die Auflösung des dritten hessischen Landtags 1926
Die Volksabstimmung über die Auflösung des dritten hessischen Landtags am 5. Dezember 1926 ergab eine Mehrheit gegen eine vorzeitige Auflösung des Landtags.

### Landtagswahl 1927
| Gegenstand der Nachweisung                       | Stimmen | Stimmen | Sitze | ±  |
| Gegenstand der Nachweisung                       | Anzahl  | in %    | Sitze | ±  |
| ------------------------------------------------ | ------- | ------- | ----- | -- |
| Wahlberechtigte                                  | 893.144 | 100,0   |       |    |
| Wähler                                           | 488.604 | 54,7    |       |    |
| Ungültige Stimmen                                | 5.908   | 1,2     |       |    |
| Gültige Stimmen                                  | 482.696 | 100,0   | 70    | 0  |
| davon                                            |         |         |       |    |
| Sozialdemokratische Partei Deutschlands          | 157.293 | 32,6    | 24    | −2 |
| Zentrum                                          | 85.450  | 17,7    | 13    | +2 |
| Hessischer Landbund und Rheinhessische Landliste | 61.109  | 12,7    | 9     | 0  |
| Deutsche Volkspartei                             | 51.654  | 10,7    | 7     | −1 |
| Kommunistische Partei Deutschlands               | 41.280  | 8,6     | 6     | +2 |
| Deutsche Demokratische Partei                    | 37.789  | 7,8     | 5     | −1 |
| Volksrechtpartei                                 | 24.123  | 5,0     | 3     | +3 |
| Deutschnationale Volkspartei                     | 23.998  | 5,0     | 3     | −2 |

Liste der Mitglieder des Landtages (Volksstaat Hessen) (4. Wahlperiode)

### Landtagswahl 1931
| Gegenstand der Nachweisung                     | Stimmen | Stimmen | Sitze | ±   |
| Gegenstand der Nachweisung                     | Anzahl  | in %    | Sitze | ±   |
| ---------------------------------------------- | ------- | ------- | ----- | --- |
| Wahlberechtigte                                | 963.960 | 100,0   |       |     |
| Wähler                                         | 793.306 | 82,3    |       |     |
| Ungültige Stimmen                              | 8.002   | 1,0     |       |     |
| Gültige Stimmen                                | 785.304 | 100,0   | 70    | 0   |
| davon                                          |         |         |       |     |
| Nationalsozialistische Deutsche Arbeiterpartei | 291.183 | 37,1    | 27    | +27 |
| Sozialdemokratische Partei Deutschlands        | 168.101 | 21,4    | 15    | −9  |
| Zentrum                                        | 112.444 | 14,3    | 10    | −3  |
| Kommunistische Partei Deutschlands             | 106.790 | 13,6    | 10    | +4  |
| Hessisches Landvolk                            | 20.763  | 2,6     | 2     | −7  |
| Deutsche Volkspartei                           | 18.324  | 2,3     | 1     | −6  |
| Christlich-Sozialer Volksdienst                | 16.714  | 2,1     | 1     | +1  |
| Kommunistische Partei-Opposition               | 14.938  | 1,9     | 1     | +1  |
| Deutschnationale Volkspartei                   | 10.857  | 1,4     | 1     | −2  |
| Deutsche Staatspartei                          | 10.822  | 1,4     | 1     | −4  |
| Sozialistische Arbeiterpartei Deutschlands     | 8.170   | 1,0     | 1     | +1  |
| Radikaldemokratische Partei                    | 4.613   | 0,6     | –     | –   |
| Volksrechtpartei                               | 1.585   | 0,2     | –     | −3  |

Liste der Mitglieder des Landtages (Volksstaat Hessen) (5. Wahlperiode)

### Landtagswahl 1932
| Landtagswahl 1932                          | Landtagswahl 1932 | Landtagswahl 1932 | Landtagswahl 1932   |
| Partei                                     | Stimmanteil in %  | Sitze             | Veränderung (Sitze) |
| ------------------------------------------ | ----------------- | ----------------- | ------------------- |
| NSDAP                                      | 44,0 %            | 32 Sitze          | +5 Sitze            |
| SPD                                        | 23,1 %            | 17 Sitze          | +1 Sitz             |
| ZENTRUM                                    | 14,5 %            | 10 Sitze          | ±0 Sitze            |
| KPD                                        | 11,0 %            | 7 Sitze           | −3 Sitze            |
| Einheitsliste (DStP, DVP, VRP, CNBL, CSVD) | 3,4 %             | 2 Sitze           | +1 Sitz             |
| SAP                                        | 1,6 %             | 1 Sitz            | +1 Sitz             |
| DNVP                                       | 1,5 %             | 1 Sitz            | ±0 Sitze            |

An 100 % fehlende Stimmen = Nicht im Landtag vertretene Wahlvorschläge
Liste der Mitglieder des Landtages (Volksstaat Hessen) (6. Wahlperiode)

### Reichstagswahl 1933
Nach der Reichstagswahl vom 5. März 1933 wurde der 7. Landtag aufgrund des Gleichschaltungsgesetzes analog dieses Wahlergebnisses neu gebildet.
| Reichstagswahl 1933         | Reichstagswahl 1933 | Reichstagswahl 1933 | Reichstagswahl 1933 |
| Partei                      | Stimmanteil in %    | Sitze               |                     |
| --------------------------- | ------------------- | ------------------- | ------------------- |
| NSDAP                       | 47,43 %             | 26 Sitze            |                     |
| SPD                         | 21,70 %             | 11 Sitze            |                     |
| Zentrum                     | 13,59 %             | 7 Sitze             |                     |
| KPD                         | 10,88 %             | 5 Sitze             |                     |
| Kampffront Schwarz-Weiß-Rot | 2,85 %              | 1 Sitz              |                     |

An 100 % fehlende Stimmen = Nicht im Landtag vertretene Wahlvorschläge
- Liste der Mitglieder des Landtages (Volksstaat Hessen) (7. Wahlperiode)

## Persönlichkeiten

### Präsidenten des Landtags
- 1919–1928 Bernhard Adelung (SPD)
- 1928–1931 Heinrich Delp (SPD)
- 1931–1933 Ferdinand Werner (NSDAP)
- 1933 Philipp Jung (NSDAP)
- 1933 Heinrich Müller (NSDAP)[15]

### Vizepräsidenten
- 1919–1921: Heinrich Delp (SPD)
- 1919–1920: Adam Joseph Schmitt (Zentrum)
- 1920–1924: Heinrich Wendelin Soherr (Zentrum)
- 1921–1922: Georg Müller (HBB)
- 1922–1931: Georg von Helmolt (HBB/Landbund)
- 1924–1928: August Nuss (Zentrum)
- 1928–1931: Pankraz Blank (Zentrum)
- 1931–1932: Heinrich Delp (SPD)
- 1931–1933: Heinrich Weckler (Zentrum)
- 1932–1932: Alfred Klostermann (NSDAP)

### Schriftführer
- 1919–1921: Carl Damm (DDP)
- 1919–1921: Gustav Adolf Dehlinger (DNVP)
- 1919–1921: Heinrich Delp (SPD)
- 1919–1924: Moritz Hahn (DVP)
- 1919–1920: Georg Scherer (Zentrum)
- 1920–1924: Wilhelm Knoll (Zentrum)
- 1921–1923: Philipp Obenauer (DDP)
- 1921–1924: Konrad Philipp Diehl (HBB)
- 1921–1924: Hermann Neumann (SPD)
- 1923–1924: Johann Schreiber (DDP)
- 1924–1927: Rudolf Kindt (DNVP)
- 1924–1927: Wilhelm Leuschner (SPD)
- 1924–1928: Pankraz Blank (Zentrum)
- 1924–1931: Wilhelm Fenchel (HBB)
- 1924–1931: Johann Eberle (DDP)
- 1924–1931: Friedrich Jakob Schott (DVP)
- 1927–1929: Heinrich Angermeier (KPD)
- 1927–1931: Karl Ludwig Storck (SPD)
- 1928–1931: Alois Späth (Zentrum)
- 1931–1932: Wilhelm Hammann (KPD)
- 1931–1933: Jean Christoph Harth (SPD)
- 1931–1933: Otto Ivers (NSDAP)
- 1931–1933: Wilhelm Maurer (KPD)
- 1931–1933: Wilhelm Schwinn (NSDAP)
- 1931–1933: Kaspar Winter (Zentrum)
- 1932–1933: Karl Seuling (KPD)

### Ausschussvorsitzende
Es gab drei ständige Ausschüsse.
1) Finanzausschuss
- 1919–1921: Leonhard Eißnert (SPD)
- 1921–1928: Heinrich Delp (SPD)
- 1928–1931: Wilhelm Anthes (SPD)
- 1931–1933: Heinrich Müller (NSDAP)

2) Gesetzgebungsausschuss
- 1919–1921: Theodor Schröder (Zentrum)
- 1921–1924: August Nuss (Zentrum)
- 1924–1931: Joseph Maria Schül (Zentrum)
- 1931–1933: Philipp Jung (NSDAP)

3) Wahlprüfung und Eingaben
- 1919–1921: Otto Urstadt (DDP)
- 1921–1929: Gustav Adolf Dehlinger (HBB)
- 1929–1931: Richard Wolf (HBB)
- 1931–1933: Kaspar Winter (Zentrum)[16]